# جورجي ميخائلوفتش نيليب
جورجي ميخائلوفتش نيليب (بالألمانية: Georgi Michailowitsch Nelepp) (و. 1904 – 1957 م) هو مغني، ومغني أوبرا، من الاتحاد السوفيتي، كان عضوًا في الحزب الشيوعي السوفيتي، توفي في موسكو، عن عمر يناهز 53 عاماً.

## التعليم
تعلم في كونسرفاتوار سانت بطرسبرغ.

## جوائز
حصل على جوائز منها:
- جائزة الاتحاد السوفيتي الحكومية
- وسام شارة الشرف
- وسام العمل الشجاع في الحرب الوطنية العظمى 1941-1945
- وسام الحرب الوطنية من الدرجة الأولى
- فنان الشعب في الاتحاد السوفيتي
- وسام الراية الحمراء من حزب العمال.